# Hans de With

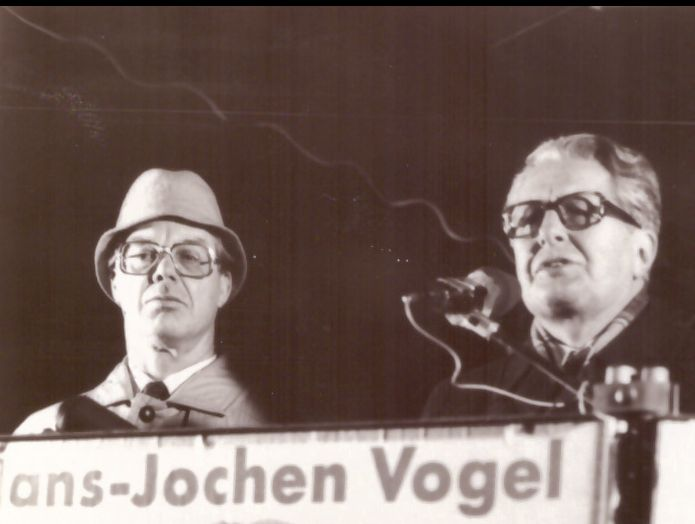
Hans de With (l.) mit dem SPD-Kanzlerkandidaten Hans-Jochen Vogel bei einer Wahlkampfkundgebung am Gabelmann in Bamberg vor der Bundestagswahl 1983.

Hans de With (* 21. Mai 1932 in Gera) ist ein deutscher Politiker (SPD). Er war von 1974 bis 1982 Parlamentarischer Staatssekretär beim Bundesminister der Justiz.

## Ausbildung und Beruf
Nach dem Abitur 1951 in Coburg absolvierte de With ein Studium der Rechtswissenschaft und der Volkswirtschaftslehre in Erlangen und Cornell (USA) und legte 1955 das erste und 1960 das zweite juristische Staatsexamen ab. Schon 1959 erfolgte seine Promotion zum Dr. jur. an der Universität Erlangen. Anschließend war er ab 1960 Gerichtsassessor in Bamberg, ab 1962 Staatsanwalt und von 1966 bis 1969 schließlich Landgerichtsrat. 1983 wurde er als Rechtsanwalt zugelassen.

## Familie
Hans de With ist verheiratet und hat zwei Kinder.

## Partei
Seit 1962 ist de With Mitglied der SPD. Er war Vorsitzender des SPD-Unterbezirks Bamberg-Forchheim (seit 1991 Ehrenvorsitzender) und gehörte auch dem Vorstand der SPD Franken an. 1966 bis 1969 gehörte de With dem Stadtrat von Bamberg an. 1982 kandidierte er erfolglos für das Amt des Oberbürgermeisters in Bamberg.

## Abgeordneter
Von 1969 bis 1994 war Hans de With Mitglied des Deutschen Bundestages. Hier war er von 1971 bis 1972 stellvertretender Vorsitzender des Untersuchungsausschusses Pan International und von 1972 bis 1974 Vorsitzender des Ausschusses für Wahlprüfung, Immunität und Geschäftsordnung.
Von 1991 bis 1994 war er schließlich stellvertretender Vorsitzender des Bundestags-Sonderausschusses Schutz des ungeborenen Lebens und daneben Vorsitzender der Arbeitsgruppe Rechtspolitik der SPD-Bundestagsfraktion.
Hans de With ist stets über die Landesliste Bayern in den Bundestag eingezogen.

## Öffentliche Ämter
Am 16. Mai 1974 wurde de With als Parlamentarischer Staatssekretär beim Bundesminister der Justiz in die von Bundeskanzler Helmut Schmidt geführte Bundesregierung berufen. Nach der Wahl von Helmut Kohl zum Bundeskanzler schied er am 4. Oktober 1982 aus dem Amt.
Hans de With war ab Mitte 1999 bis Januar 2014 ordentliches Mitglied der G 10-Kommission, die Überwachungsmaßnahmen nach Artikel 10-Gesetz prüft und genehmigt. In der 16. und 17. Legislaturperiode des Bundestages (2005–2013) war de With Vorsitzender der Kommission.

## Ehrungen
- 1977: Verdienstkreuz 1. Klasse der Bundesrepublik Deutschland
- 1979: Großes Verdienstkreuz der Bundesrepublik Deutschland
- 1983: Großes Verdienstkreuz mit Stern und Schulterband der Bundesrepublik Deutschland